# Unspecified Bit Rate
Unspecified Bit Rate (UBR; engl. für „unspezifizierte Bitrate“) ist eine Dienstgüteklasse bei der Datenübertragung mit ATM. Andere Dienstgüteklassen sind Constant Bitrate (CBR), Variable Bitrate (VBR) und Available Bitrate (ABR).
Wenn eine Verbindung mit der Dienstgüteklasse UBR besteht, so bedeutet dies, dass zwar die Datenübertragung mit der Bitrate erfolgt, die die Leitung hat, aber der Zelldurchsatz in keiner Weise garantiert ist. Im ATM-Netz werden alle Verbindungen, die bessere Dienstgüteklassen haben, vorgezogen. Alle anderen Dienstgüteklassen sind besser, UBR ist die geringwertigste.
In der Regel wird von der verfügbaren Datenübertragungsrate im ATM-Netz ein bestimmter Teil für diesen UBR-Verkehr reserviert, und alle UBR-Verbindungen müssen ihn sich teilen. Ist der gesamte UBR-Verkehr klein gegenüber der reservierten Datenübertragungsrate, so ist der Durchsatz sehr gut. Überschreitet aber der UBR-Verkehr die reservierte Datenübertragungsrate, so kommt es zu Verzögerungen wie beim IP-Verkehr im Internet. Bei Spitzenlasten kommt es dann auch zum Datenverlust.
DSLAMs arbeiten mit ATM und können daher die verfügbare Datenübertragungsrate mit Hilfe von Dienstgüteklassen steuern.